# Paleta Narmera

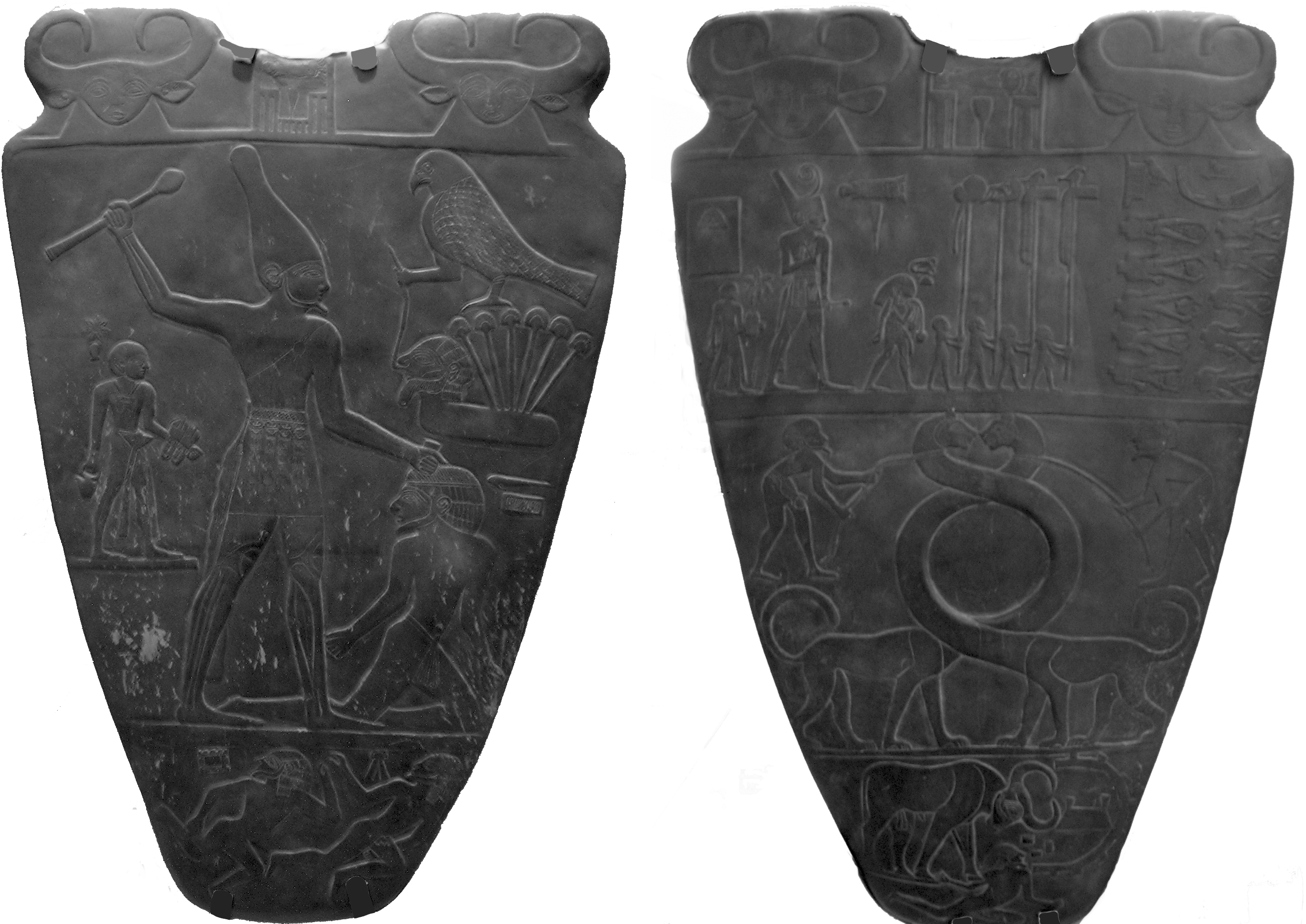
Paleta Narmera – awers i rewers

Paleta Narmera – kamienna paleta o wysokości 63,5 cm i szerokości 42 cm, wykonana z aleurytu, symbolicznie przedstawiająca ostatnią fazę podboju Dolnego Egiptu i tryumf Narmera (Menesa).
Pochodzi z okresu predynastycznego. Obie jej strony, awers i rewers, pokryte są wypukłym reliefem.
Awers ukazuje postać króla w Białej Koronie Górnego Egiptu, którego imię, wpisane w serech, zapisane jest dwoma hieroglifami: rybą nar i dłutem mer. U stóp króla klęczy człowiek, którego jedną ręką trzyma on za włosy. Drugą ręką, uzbrojoną w maczugę, król zamierza roztrzaskać głowę pokonanego. Pokonany wróg zapewne jest przedstawicielem Północy. Mówi o tym znak umieszczony nad jego głową – jest to sokół – Horus z Południa, trzymający również głowę wroga, wystającą z kępy papirusów. Za królem postępuje nosiciel sandałów. W dolnej części palety, pod stopami króla, leżą dwaj martwi wrogowie.
Kompozycja rewersu to trzy poziome pasy reliefów. W górnej części król przedstawiony jest tym razem w Czerwonej Koronie Dolnego Egiptu. Aby nie było wątpliwości, że chodzi o tę samą osobę, przed jego wizerunkiem znajdują się hieroglificzne znaki jego imienia. Król postępuje w tryumfalnym orszaku. Za nim postępuje nosiciel sandałów, a przed nim kroczy postać urzędnika odzianego w skórę pantery i perukę, w której niektórzy dopatrują się prototypu wezyra, oraz postacie ze sztandarami zwycięzców. Przed orszakiem, pod znakiem tryumfującego Horusa, leżą ciała pokonanych wrogów z odciętymi głowami. Głowy ich znajdują się między ich nogami. Centralną część palety zajmują dwa serpopardy, lwiopodobne monstra, trzymane przez sługi na uwięzi. Ich nienaturalnie wydłużone, wężopodobne, splecione szyje, tworzą w środku palety zagłębienie na szminkę. W dolnej części rewersu potężny byk roztrzaskuje mury z blankami, depcząc jednocześnie pokonanego wroga. Zapewne symbolizuje to zdobycie i zniszczenie twierdzy wroga.
Paleta została odnaleziona w Hierakonpolis w 1898 r. przez Jamesa Quibella i F.W. Greena. Przechowywana jest obecnie w Muzeum Egipskim w Kairze. Należy do najstarszych zabytków sztuki egipskiej i uważana jest za jeden z pierwszych dokumentów historycznych.